# ذزدويية (مشيز بردسير)
ذزدويية (بالفارسية: ذزدوییه) هي قرية تقع في إيران في البلدة المركزية. يقدر عدد سكانها بـ 0 نسمة بحسب إحصاء 2016.